# تونومو سوما
سوما تونومو (به ژاپنی: 相馬 主殿 そうま とのも) تولد ۱۸۴۳– مرگ ۱۸۷۵- ، یکی از اعضای شینسنگومی بود. نام او هاجیمه بود و در دوران عضویتش در شینسنگومی، کازوئه نامیده می‌شد.
هنگامی که شینسنگومی در نبرد هاکوداته تسلیم شد، او به عنوان فرمانده به جای هیجیکاتا توشیزو که در نبرد کشته شده بود، قرارداد امضا کرد و بنابراین گفته می‌شود که آخرین فرمانده یا رئیس شینسنگومی است.